# Casa natale di Fryderyk Chopin
La casa natale di Fryderyk Chopin (in polacco:  Dom Urodzenia Fryderyka Chopina) è situata a Zelazowa Wola, frazione del comune rurale di Sochaczew a circa 60 km da Varsavia, ed è oggi un piccolo museo circondato da un parco, gestito dal National Fryderyk Chopin Institute di Varsavia.
All'interno della casa museo, dove si trovano oggetti del compositore, vengono organizzati periodicamente concerti nel salotto di famiglia o nel giardino della casa, con esibizioni dei migliori pianisti del mondo.

## Storia
Fryderyk Chopin nacque a Żelazowa Wola il 22 febbraio 1810, pochi mesi dopo tutta la famiglia si trasferì a Varsavia e la casa fu utilizzata per feste e vacanze familiari. Durante il XIX secolo era una casa padronale composta da due parti: sul lato destro si trovavano le stanze per i membri della famiglia, su quello sinistro quelle per la servitù.
L'idea di creare un museo nella casa natale di Chopin risale alla fine del XIX secolo, ma la realizzazione avvenne negli anni '30 del XX secolo. La casa fu ristrutturata e rinnovata, sia all’esterno che all’interno, e nel centenario della morte di Chopin, nel 1949, il museo fu aperto ufficialmente.

## Il museo
Il percorso museale è stato impostato sulla sua divisione strutturale, che permette di effettuare una ricostruzione storica in cui troviamo mobili ed altri oggetti dell'epoca. La Sala della musica contiene mobili appositamente progettati e un pianoforte a coda d'epoca, su cui si svolgono i concerti che vi si organizzano.
Tra gli oggetti originali, libri della biblioteca di Nicolas Chopin, padre del musicista, le prime edizioni delle composizioni del giovane Chopin e una lettera inviata dal diciassettenne compositore alla sua famiglia.

## Il parco

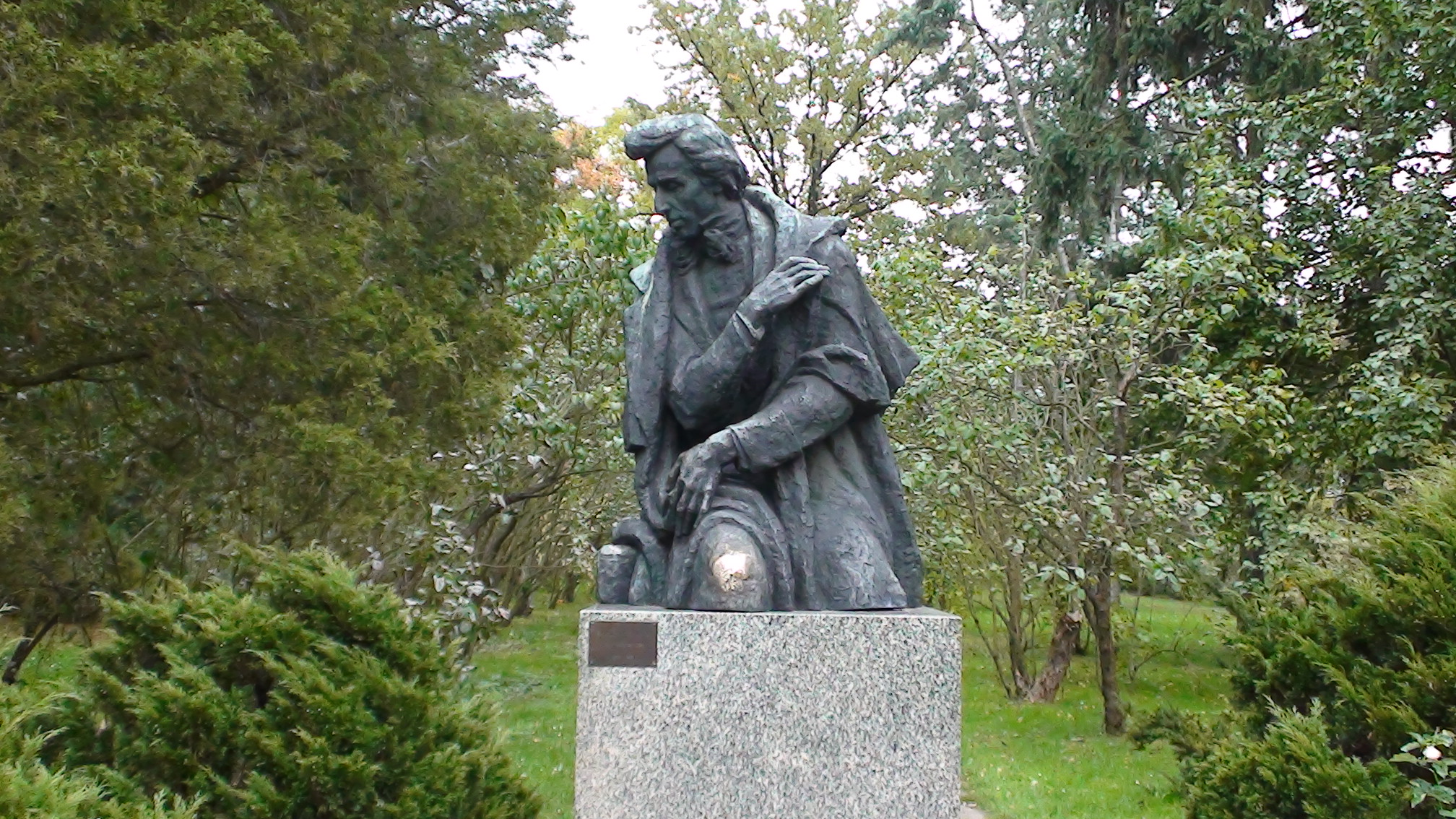
Monumento a Fryderyk Chopin in Żelazowa Wola, progettato da Józef Gosławski, nel 1955, presentato nel 1969

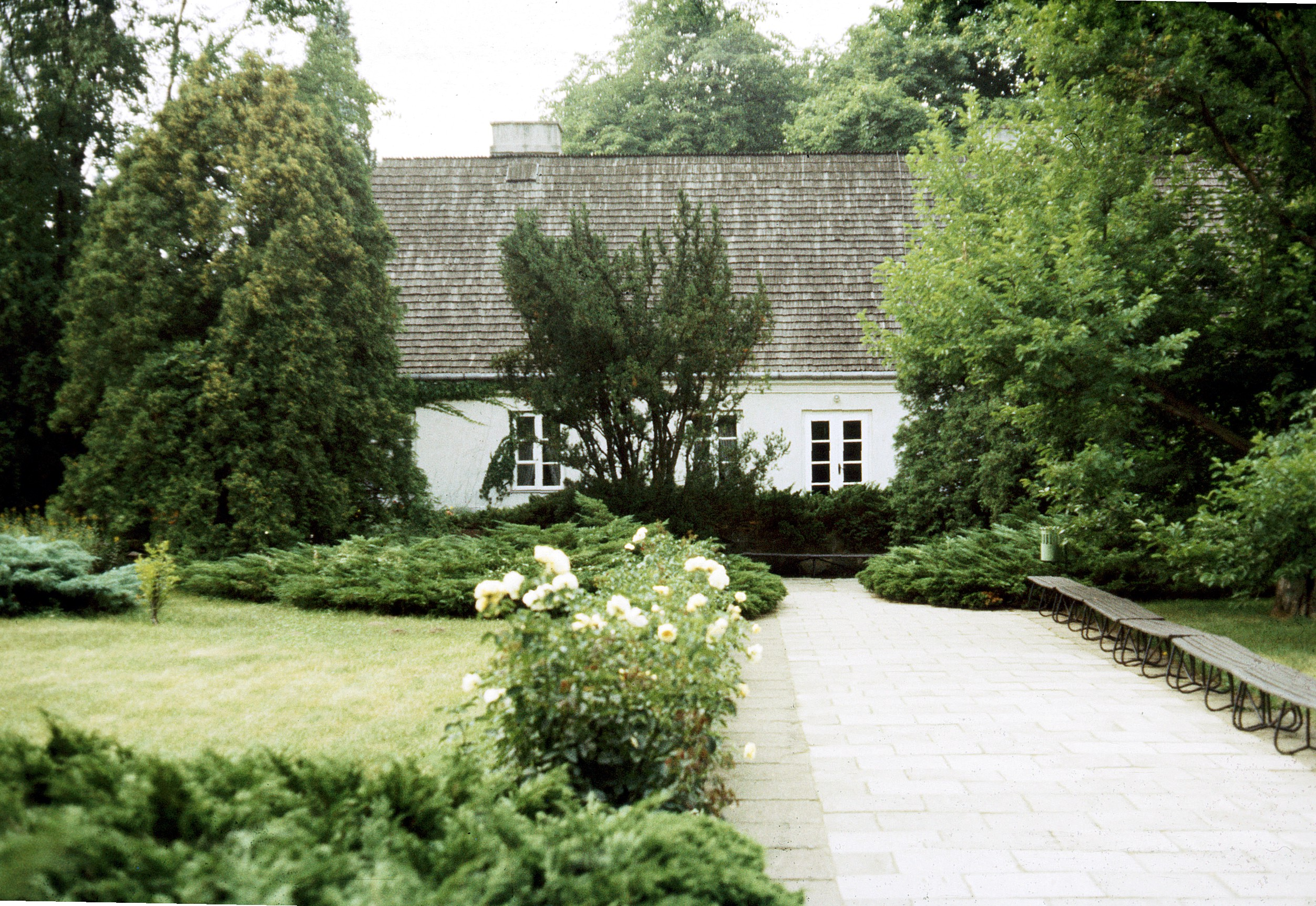
Un sentiero del parco

Sviluppato attorno alla casa, anche il parco costituisce una memoria a Chopin ed alla sua musica. 
È possibile passeggiare tra i suoi viali bordati di aiuole fiorite ed animati da un ruscello. In estate il pianoforte veniva spostato in giardino, dove Fryderyk si esibiva nella verde frescura dei maestosi alberi.